# 308 Поліксо
308 Поліксо (308 Polyxo) — астероїд головного поясу, відкритий 31 березня 1891 року Альфонсом Борреллі у Марселі.